# Liste der Bischöfe von Krk
Die folgenden Personen waren Bischöfe von Krk bzw. Veglia (Kroatien):
- Vitalis (1000–1030)
- Gregor (1050–1065/1069)
  - Cededa (?–1065) (Gegenbischof)
- Peter I. (1069–?)
- Domenico (1100)
- Peter II. (1153)
- Dabro (1170–1179)
- Johannes I. (1186)
- Marino (1270)
- Lambert, O.F.M. (1290–1297) (auch Bischof von Aquino)
- Girolamo (1297–1298)
- Matteo (1298–?)
- Thommas, O.F.M. (1302–?)
- Giacomo Bertaldo (1314–?)
- Lompradio (1330–?)
- Nicolò I. (1332–?)
- Sedisvakanz (?–1421)
- Nicolò II. (1421–?)
- Angelo da Bologna, O.P. (1436–?)
- Natale della Torre (1500–1528)
- Eusebio Priuli (1528–1530)
- Giovanni Rosa (1539–?)
- Alberto Divini, O.P. (1550–?)
- Pietro Bembo (1564–?)
- Giovanni della Torre (1589–1623)
- Luigi Lippamano (1623–?)
- Costantino de Rossi, C.R.S. (1642–?)
- Giorgio Giorgicci (1653–?)
- Francesco de Marchi (1660–?)
- Teodoro Gennaro, O.F.M. (1668–?)
- Stefano David (1684–1684)
- Baldassarre Nosadini (1684–?)
- Pietro Paolo Calorio, C.R.S. (1713–1717)
- Sedisvakanz (1717–1720)
- Vincenzio Lessio (1720–?)
- Federico Rosa (1730–1738) (auch Bischof von Nona)
- Pietro Antonio Zuccari (1739–?)
- Diodato Maria Disnico, C.R.L. (1778–?)
- Giacinto Ignazio Pellegrini, O.P. (1789–?)
- Ivan Antun Sintić (1792–1837)
- Bartol Bozanić (1839–1854)
- Ivan Josip Vitezić (1854–1877)
- Franjo Anijan Feretić (Francesco Ferrettich) (1880–1893)
- Andrija Marija Sterk (1894–1896)
- Antun Mahnić (1896–1920)
- Josip Srebrnić (1923–1966)
- Karmelo Zazinović (1968–1989)
- Josip Bozanić (1989–1997) (auch Erzbischof von Zagreb)
- Valter Župan (1998–2015)
- Ivica Petanjak OFMCap (seit 2015)